# Křéby
Křéby jsou národní přírodní památkou, jež se skládá ze tří ostrůvků travnatých strání. Nachází se na pravém údolním svahu potoka Tištínka, asi 700 metrů východně od Koválovic u Tištína v katastrálním území obce Prasklice. Tato lokalita byla vyhlášena národní přírodní památkou roku 1956. Její celková výměra je 4,73 hektaru. Jedná se o lokalitu s xerotermní travinobylinnou vegetací se vzácnými a chráněnými druhy rostlin a živočichů. Uchovaly se zde původní druhy rostlin. Převažuje teplomilná flóra svazu Cirsio-Brachypodion pinnati s dominantní válečkou prapořitou (Brachypodium pinnatum) a smldníkem jelením (Peucedanum cervaria), který místy vytváří souvislé porosty. Vyskytuje se zde řada vzácných a chráněných druhů. Rostou zde dříny a koniklec velkokvětý (Pulsatilla grandis), ojediněle i hlaváček jarní (Adonis vernalis).